# HD 21447
HD 21447 (D Camelopardalis) é uma estrela na direção da Camelopardalis. Possui uma ascensão reta de 03h 30m 00.23s e uma declinação de +55° 27′ 06.6″. Sua magnitude aparente é igual a 5.09. Considerando sua distância de 191 anos-luz em relação à Terra, sua magnitude absoluta é igual a 1.25. Pertence à classe espectral A1V.